# Консовский, Дмитрий Анатольевич
Дмитрий Анатольевич Консовский (16 декабря 1907, Москва — 15 февраля 1938, Коми АССР) — советский актёр.
Выпускник Вахтанговской студии (1928—1930), брат актера Алексея Консовского. Жена — Тамара Иннокентьевна Чистякова, актриса Театра Революции.
В 1930—1931 — актёр Вахтанговского театра, одновременно работал педагогом Вахтанговской школы. С 1931 работал актёром кинофабрики «Межрабпомфильм». В начале 1930-х годов некоторое время проработал в Германии вместе с Иваном Коваль-Самборским.
Во время съёмок в фильме «Строгий юноша» в ночь с 2 на 3 декабря 1934 года был арестован НКВД, приговорён по ст. 58.10 («антисоветская агитация и пропаганда») к пяти годам лишения свободы. Отбывал наказание в Ухтпечлаге. Был вторично арестован 16 декабря 1937 года и 5 января 1938 года постановлением тройки при УНКВД Архангельской области по статье 58-10 часть 1 УК РСФСР приговорён к высшей мере наказания. Умер 15 февраля 1938 года в стационаре лагеря в результате энтероколита и ослабления сердечной деятельности, не дожив до расстрела двенадцать дней.
Реабилитирован Прокуратурой СССР 13 июня 1989 года.

## Фильмография
- 1930 — Железная бригада — Миша
- 1930 — Земля жаждет — Сеня Богатырчук
- 1932 — Мёртвый дом — член кружка Петрашевского
- 1933 — Дезертир — Штраус
- 1933 — Изменник Родины — коммунист
- 1934 — Восстание рыбаков — Андреас
- 1934 — Карьера Рудди — Рудди
- 1934 — Настенька Устинова — сын Кузьмича